# Дети Марса
«Дети Марса» (англ. Children of Mars) — чёрно-белый короткометражный документальный фильм режиссёра Фрэнка Донована (англ. Frank A. Donovan) из серии ежемесячных фильмов This Is America.

## Сюжет
Документальный фильм рассказывает о трех детях, которые оказываются без присмотра, пока их мать проводит дни на работе из-за разворачивающейся Второй мировой войны. Предоставленные сами себе они сворачивают не на ту дорожку и становятся преступниками. Фильм аргументирует, что если родители вынуждены из-за войны работать на благо всего общества, то общество должно сделать ответный шаг и взять на себя ответственность за детей. На подобную проблему уже обратили внимание в некоторых городах. В завершающей части фильм рассказывает о детских центрах, в которых матери могут оставить детей под присмотром на время работы.

## Создание
Съёмки фильма проходили в Стамфорде при технической поддержке Лиги детского благополучия Америки. Фильм стал одним из первых, в котором раскрывалась новая для той эпохи проблема подростковой преступности. В то же время были выпущены и другие фильмы, посвященные данной проблеме — «Где ваши дети?» (англ. Where Are Your Children?, 1943), «Кризис молодежи» (англ. Youth in Crisis, 1943) и «Молодежь выходит из-под контроля» (англ. Youth Runs Wild, 1944)
Название фильма — «Дети Марса» — использует имя Марса в значении бога войны, призвавшего отцов и матерей на так или иначе связанную с войной работу.

## Награды
В 1944 году фильм был номинирован на премию «Оскар» в категории «Лучший короткометражный фильм».